# Aporé
Aporé là một đô thị ở bang Goiás. Dân số năm 2007 ước khoảng 3.554 người.
Aporé giáp các đô thị: Serranópolis, Cassilandia-MS, Itajá, Itarumã, Chapadão do Céu.